# Plaue
Plaue è una città di 1 977 abitanti della Turingia, in Germania.
Appartiene al circondario dell'Ilm (targa IK) ed è parte della comunità amministrativa (Verwaltungsgemeinschaft) di Oberes Geratal.
L'ex comune di Neusiß fu unito a Plaue nel gennaio 2019.

## Geografia fisica
Nel territorio di Plaue si forma il fiume Gera, affluente del fiume Unstrut, dalla confluenza della Wilde Gera con la Zahme Gera.